# Pasul Prislop (Maramureș)
Pasul Prislop (din Maramureș) este trecătoarea cea mai înaltă din Carpații Orientali, fiind situat pe DN18 la  1416 m altitudine și, care face legătura dintre Depresiunea Maramureș situată spre vest-nord-vest și valea Bistriței Aurii (Moldova) situată spre est-sud-est.

## Date geografice

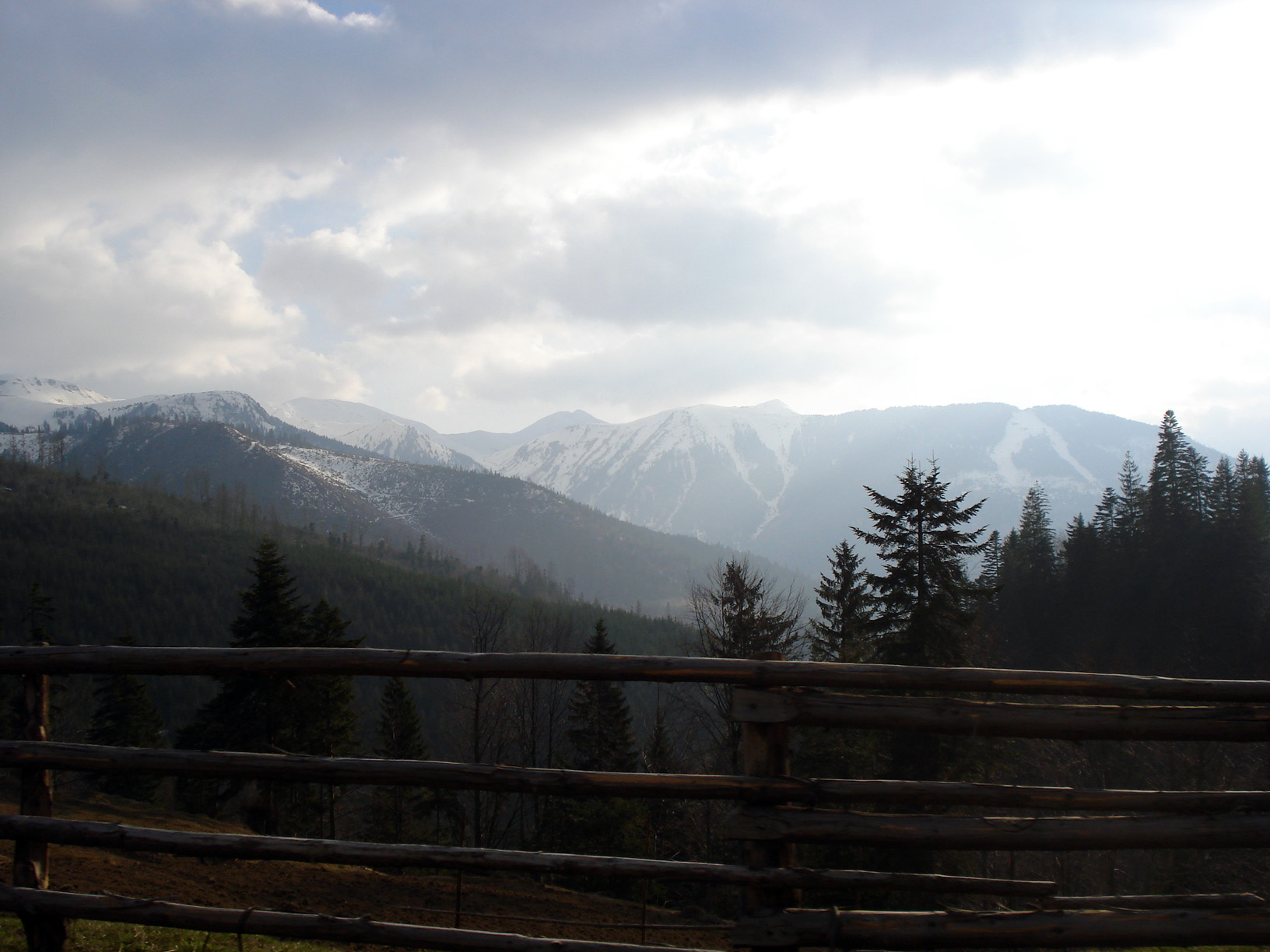

Trecătoarea este situată între Munții Rodnei – aflați la sud și Munții Maramureșului – aflați la nord, pe culmea dintre Preluca Tătarilor și vârful Stiol (1611 m), între orașul Borșa aflat la vest și satul Șesuri din comuna Cârlibaba aflată la est. Partea pasului dinspre Maramureș este mai abruptă, trecătoarea continuându-se spre sud cu o pantă mai domoală.
La nivelul anului 2013, carosabilul DN18 pe porțiunea dintre Moisei și Iacobeni care include Pasul Prislop era extrem de degradat, necesitând ample lucrări de reabilitare.
Cea mai apropiată cale ferată este Linia 410 Vișeu de Jos - Borșa, situată pe valea Vișeului. 
În apropiere spre vest se află Pasul Șetref – (situat între Munții Rodnei și Munții Țibleș) și spre sud-est Pasul Rotunda, situat între Munții Rodnei și Munții Suhard.

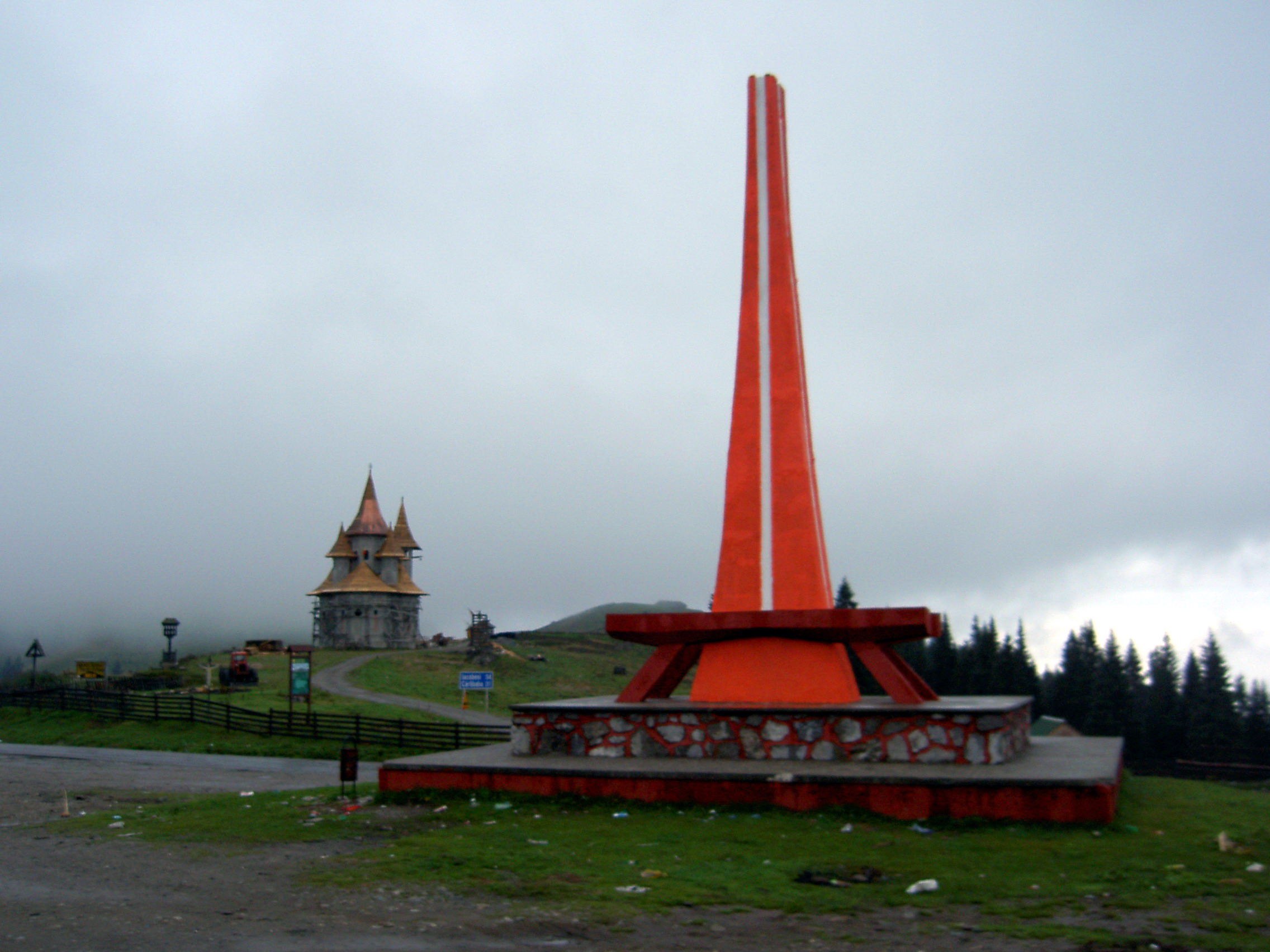
Biserica Mănăstirii Prislop și monumentul din trecătoare

## Repere
Hanul și Mănăstirea Prislop
Aici se află un han și o mănăstire (cu hramurile Schimbarea la Față și Sfânta Treime, construită cu începere din 1999 și dată în folosință din 2008). Lânga biserica mănăstirii exista un cimitir militar unde se odihnesc 136 de ostași, victime ale celor două Războaie Mondiale.
Hora de la Prislop
Pasul este în fiecare sfârșit de august în prima duminică dupa Adormirea Maicii Domnului, locul de desfășurare al festivalul interjudețean de folclor „Hora de la Prislop”. Acesta este un eveniment cu tradiție, fiind menționat în documente încă din anul 1738. Interzisă  fiind o lungă perioadă (din 1848), a fost reluată în 1968, prin eforturile profesorului de istorie și folcloristului Nicoară Timiș și ale câtorva intelectuali din Borșa.
Muzeul Rădăcinilor
La baza trecătorii (pe strada Preluca Tătarilor nr. 67 aproape de limita cu județul Suceava, la confluența Bistriței Aurii cu valea Vulcănescu) se află într-o casă bătrânească „Muzeul Rădăcinilor”, unde sunt expuse peste 100 de rădăcini de arbori cu forme bizare de arbori. Tot aici se găsește și o cameră în care sunt expuse diverse obiecte care le-au aparținut unor soldați căzuți aici în cele două Războaie Mondiale. Muzeul mai conține și o colecție numismatică, exemplare de flori de mină și ouă încondeiate din Maramureș și Bucovina
Monumentul de la Preluca Tătarilor
Un monument rutier situat în zonă amintește de ultima invazie tătară din 1717, când sub conducerea protopopului Șandor Lupu, borșenii au obținut la locul numit astăzi Preluca Tătarilor o victorie asupra tătarilor care se întorceau din ultima incursiune de pradă din Maramureș.

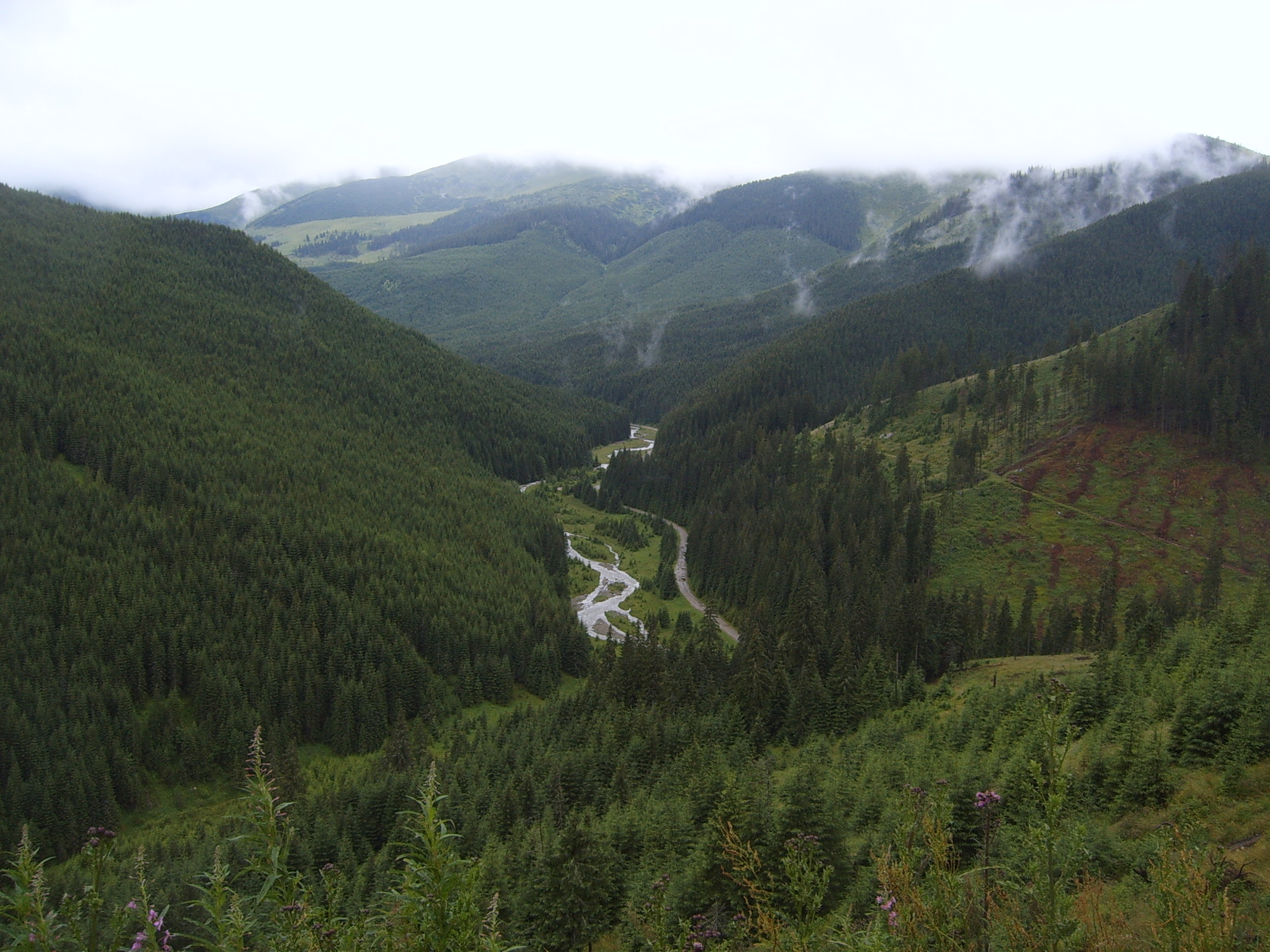
În coborâre din Pasul Prislop spre Cârlibaba, Bistrița Aurie

## File de istorie
În martie 1241 în timpul Marii Invazii Mongole, o coloană tătară trecută spre Transilvania prin Pasul Cârlibaba, se divide și una dintre părți coboară prin Pasul Prislop spre Maramureș.
În Primul Război Mondial Armata Austro-Ungară a construit în jurul anului 1915 cu prizonierii de război ruși, o cale ferată de legătură între Borșa și Iacobeni, peste trecătoare. În perioada de activitate a liniei, la Prislop a existat un adevărat orășel de barăci iluminat cu ajutorul unor generatoare electrice. Calea ferată a fost însă ulterior abandonată după preluarea administrației regiunii de către Regatul României, dar elementele sale de bază au folosit în perioada interbelică, la construcția căii ferate cu ecartament îngust de pe Vaser.

## Bibliografie

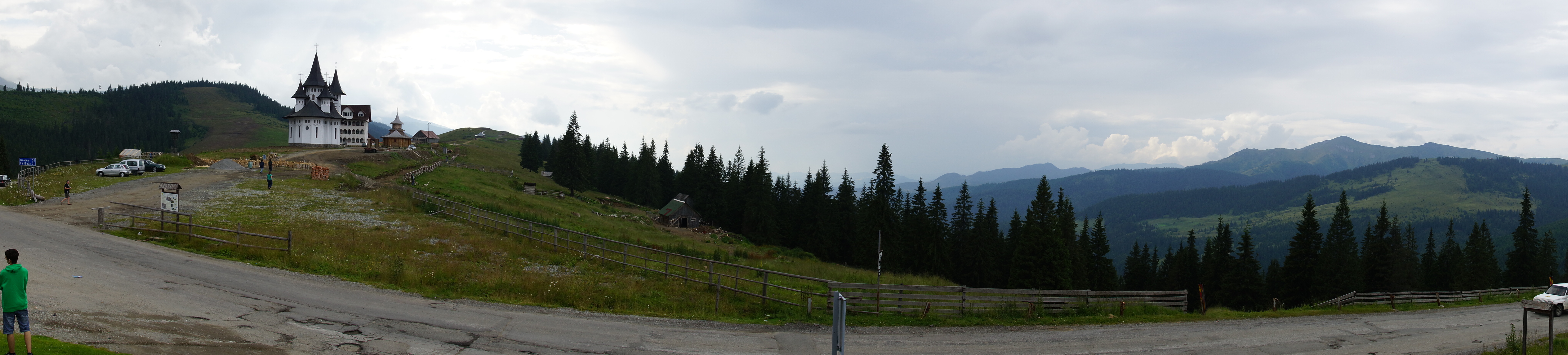
Imagine panoramică din trecătoare. În dreapta, vârful Toroioaga din Munţii Maramureşului

## Obiective turistice de interes situate în apropiere

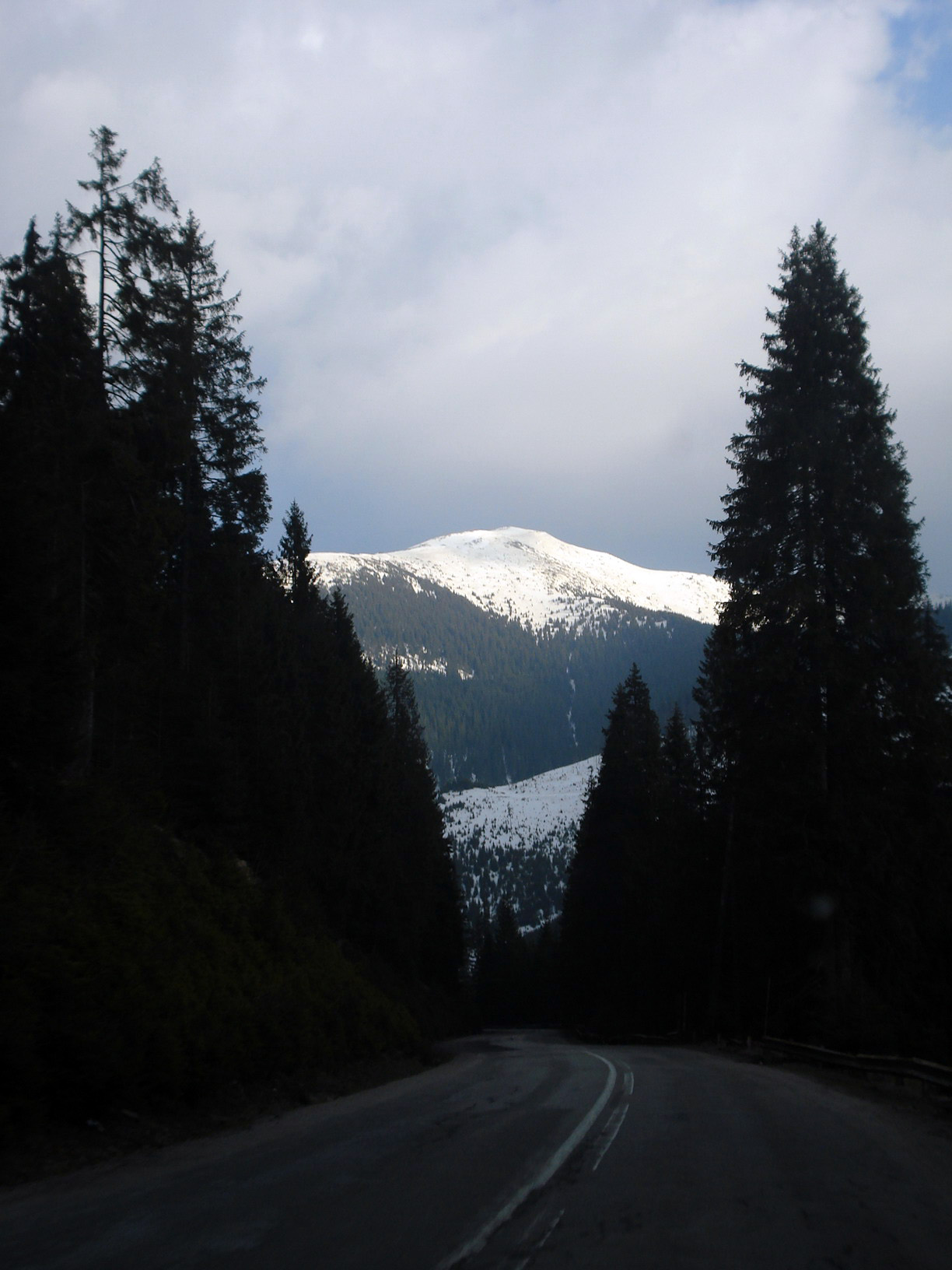
În coborâre spre Şesuri. În imagine, vârful Ineu.

- Băile Borșa